# Elso Barghoorn
Elso Sterrenberg Barghoorn Jr., conocido como Elso Barghoorn (30 de junio de 1915-27 de enero de 1984), fue un paleobotánico estadounidense conocido por establecer la nueva especialidad paleontología precámbrica y por el descubrimiento en Sudáfrica de rocas fósiles con evidencia de vida que es de una antigüedad de 3 400 millones de años. Había encontrado huellas de vida más de dos mil millones de años más antiguos que los anteriormente conocidos. Estos fósiles muestran que la vida estaba presente en la Tierra comparativamente poco después del bombardeo intenso tardío (hace unos 3 800 millones de años).
- La abreviatura «Bargh.» se emplea para indicar a Elso Barghoorn como autoridad en la descripción y clasificación científica de los vegetales.[5]

## Biografía
Barghoorn nació en la ciudad de Nueva York pero creció en Dayton, Ohio. Después de graduarse de la Universidad de Miami en Botánica y Química en 1937, Barghoorn entró en la Universidad de Harvard en otoño de 1937 y obtuvo su maestría en 1938 y su doctorado en 1941 de dicha universidad. El doctorado lo hizo en Botánica. Enseñó Botánica en el Amherst College de 1941 a 1943. En 1944 empezó a trabajar para el ejército estadounidense, siendo enviado a Panamá para investigar. En 1946 regresó a EE. UU. y se unió a la Universidad de Harvard como assistant professor de Paleobotánica.
Cuando todavía había trabajado en el Amherst College, le habían llamado la atención unas piezas de Brandon Lignite. Brandon Lignite es un conjunto de lignito, arcillas, arenas y caolinitas, que está situado en Forestdale, Vermont cerca de Brandon, Vermont y que contiene rastros fosilizados de plantas: polen, madera, frutas y semillas. Los especímenes de Brandon Lignite que Barghoorn encontró en las colecciones del Amherst College contenían rastros de frutas y semillas y eso le incitó a emprender una investigación a fondo de Brandon Lignite cuando ya trabajaba en la Universidad de Harvard, junto con dos estudiantes suyas, William Spackman y Alfred Traverse. Su investigación aportó nuevos conocimientos a la petrología del carbón y a la palinología.
En los tempranos años 1950 Elso Barghoorn investigó formas de vida en el Precámbrico, de lo que entonces no se sabía mucho. Durante este período, otro científico, Stanley A. Tyler, investigó una formación llamada Gunflint Iron Formation en Míchigan. Barghoorn y Tyler combinaron sus investigaciones y en 1954 pudieron publicar su descubrimiento de fósiles de microorganismos con una edad de dos mil millones de años. Habían encontrado formas de vida varias veces más antiguas que las conocidas hasta entonces y habían promovido la aceptación del hecho que ya había formas de vida en el Precambrio.
Entre 1955 y 1964 Barghoorn se centró en la investigación de temas clásicos de la paleobotánica. Junto con varios de sus estudiantes publicó trabajos sobre todo de la filogenia y palinología de muestras terciarias y cuaternarias. Además se ocupó con estudiar los desarrollos en la microbiología y la biogeoquímica para incorporar los avances de estas disciplinas en sus estudios sobre la vida temprana en la Tierra.
Después de ese período Elso Barghoorn regresó a la investigación del Precámbrico y en 1965 empezó a publicar trabajos sobre el Precámbrico otra vez. Formó un grupo de investigación con varios de sus estudiantes: J. William Schopf, Stanley Awramik, Andrew Knoll y Paul Strother. Descubrieron cada vez más fósiles de microorganismos en rocas precámbricas. Pudieron probar que ya había formas de vida antes de 3,5 mil millones de años.
Además de su trabajo en la universidad, Barghoorn asesoró la NASA. Participó en el desarrollo de planes para una investigación de posibles huellas biológicas en el sistema solar y examinó especímenes de roca lunar con el microscopio.
Fue Fisher Profesor de Historia Natural y el curador de fósiles de plantas de las colecciones de la Universidad de Harvard. Fue elegido miembro de la Academia Americana de las Artes y las Ciencias en 1950. En 1972 fue galardonado con el Charles Doolittle Walcott Medal de la Academia Nacional de Ciencias.

### Vida privada
Elso Barghoorn se casó con Margaret Alden MacLeod en 1941. Tenían dos hijos. Uno también fue científico: investigó la paleontología de los vertebrados. El otro murió siendo un adulto joven. En 1953 Barghoorn se casó con su segunda esposa, Teresa Joan LaCroix y en 1964, con su tercer y última esposa Dorothy Dellmer Osgood, quien murió en 1982. Ni con Teresa Joan LaCroix ni con Dorothy Dellmer Osgood tenía hijos.